# Georges Jessen
Georges Jessen (La Louvière, 30 maart 1893 - Ukkel, 21 april 1963) was een  Belgische kunstschilder.

## Biografie
Jessen werd geboren in La Louvière op 30 maart 1893. 
Hij studeerde in 1915 en 1916 aan de kunstacademie van Bergen en ook in Brussel bij Jean Delville en Constant Montald. Vanaf 1925 was hij professor  aan de Académie des Beaux-Arts (de Academie voor Schone Kunsten) van Sint-Gillis en vanaf 1950 directeur, tot aan zijn pensioen in 1960.
Jessen was een impressionistische schilder met een voorliefde voor landschappen, portretten en bloemen.
Hij overleed op 21 april 1963 in Ukkel.